# Nicholas Longworth
Nicholas Longworth (ur. 5 listopada 1869 w Cincinnati, zm. 9 kwietnia 1931 w Aiken) – amerykański polityk.

## Życiorys
Urodził się 5 listopada 1869 w Cincinnati. Uczęszczał do Franklin School, a następnie podjął studia na Uniwersytecie Harvarda, które ukończył w 1891 roku. Trzy lata później ukończył Cincinnati Law School, został przyjęty do palestry i rozpoczął prywatną praktykę prawniczą w Cincinnati. W latach 1899–1903 był członkiem legislatury stanowej Ohio. W 1903 roku, z ramienia Partii Republikańskiej został wybrany do Izby Reprezentantów, gdzie zasiadał przez 10 lat. W 1912 roku nie uzyskał reelekcji, lecz dwa lata później ponownie został wybrany do izby niższej. W latach 1925–1931 pełnił funkcję spikera Izby. Zmarł w trakcie pełnienia urzędu 9 kwietnia 1931 w Aiken.